# Paul Simonon
Paul Gustave Simonon, född 15 december 1955 i Croydon, London, är en brittisk musiker som tidigare var basist och sångare i The Clash. Han är numera konstnär på heltid. 
Simonon växte upp i Brixton och därefter Notting Hill, där han gick i skolor med mestadels svarta ungdomar. Han kom därför att lyssna mycket på reggae och ska. Senare blev han också provocerad över att han inte fick följa med till Jamaica, när Mick Jones och Joe Strummer åkte dit efter förslag av manager Bernie Rodhes. Han var en fotbollshuligan, men också en talangfull målare; han fick ett stipendium att gå i konstskola.
I mitten av 70-talet ville Simonon prova på att syssla med musik. Han provsjöng först för bandet London S.S. Han fick inte rollen som sångare, men blev vän med bandets gitarrist, Mick Jones. Jones lärde därefter Simonon att spela bas (i början markerade Simonon ackord på basens hals, för att veta var han skulle sätta fingrarna). När sedan The Clash hade bildats, var det Simonon som kom på namnet, efter att ha läst ordet i en tidning.
Utseendemässigt påminner Simonon om James Dean, vilket förevigats bland annat genom stilsäkra svartvita foton av Pennie Smith (Playgirl Magazine har en gång röstat fram honom som "the world's hunkiest man"!). Det är Pennie Smith som fotat den klassiska bilden av Simonon när han är på väg att slå sönder sin bas. Bilden utgör omslag till dubbelalbumet London Calling från 1979. På denna platta bidrar Simonon med låtskrivning och sång till "Guns of Brixton". 
Efter Clash dök Simonon först 1988 upp på skivan Down in the Groove av Bob Dylan. Därefter var han med i bandet Havana 3 A.M., som spelade något mer åt roots rock-hållet än Clash. Havana 3 A.M. gav ut en singel, "Reach The Rock", och ett självbetitlat album (1991), innan de lade av. Simonon har därefter ägnat sig åt målning.
Nu spelar han i ett nytt band, The Good, the Bad & the Queen. De släppte sin första skiva 22 januari 2007.

## Diskografi
Studioalbum med The Clash
- The Clash (1977)
- Give 'Em Enough Rope (1978)
- London Calling (1979)
- Sandinista! (1980)
- Combat Rock (1982)
- Cut the Crap (1985)

Studioalbum med Havana 3 am
- Havana 3 am (1991)

Studioalbum med The Good, the Bad & the Queen
- The Good, the Bad & the Queen (2007)
- Merrie Land (2018)

Studioalbum med Gorillaz
- Plastic Beach (2010)